# Cenomaner
Cenomaner var en keltiskt folkstam. Folket bodde först i Gallien mellan floderna Loire och Seine. En spillra fanns kvar i Gallien, och återfinns nu i Le Mans. Senare utvandrade de till Italien omkring år 400 f.Kr. De slog sig ned i östra delen av Gallia transpadana. Deras största städer var Brescia, Verona och Cremona. 
Cenomanerna beskrivs som bundsförvanter till romarna, med undantag för ett uppror 197 f.Kr. som slogs ned.